# آیرونبریج
آیرونبریج (به انگلیسی: Ironbridge) یک روستا در بریتانیا است که در The Gorge واقع شده‌است. آیرونبریج ۲٬۵۸۲ نفر جمعیت دارد.